# Mouvement Québec français
Le Mouvement Québec français (MQF) est un organisme sans but lucratif et un groupe de pression fondé en 1972 par François-Albert Angers et Matthias Rioux et relancé le 4 juin 2011 sous la présidence de Mario Beaulieu. L'actuel président du MQF est Maxime Laporte. La mission du MQF consiste en la promotion de l'utilisation de la langue française au Québec en lançant un appel pressant à la mobilisation et à l’action, non seulement pour contrer les reculs du français, mais surtout, pour réaliser l’objectif de la Charte de la langue française : faire du français la langue commune et officielle du Québec.

## Histoire

### L'ère Angers
Le Mouvement Québec français tire ses origines dans le Front Québec-Français (FQF), fondé en 1969 pour s'opposer à la Loi pour promouvoir la langue française au Québec (bill 63) du gouvernement Bertrand. La loi 63 perpétuait le libre choix des parents concernant la langue d'enseignement pour leurs enfants, ce à quoi s'opposaient les nationalistes. L'économiste des Hautes Études commerciales de Montréal et président de la Société Saint-Jean-Baptiste de Montréal (SSJBM) François-Albert Angers, avec quinze collaborateurs, décida de fonder le FQF afin de « faire échec à ce que la restructuration scolaire de l’île de Montréal serve de prétexte à consacrer dans les lois la situation privilégiée dont jouit la minorité anglophone au Québec, en reconnaissant un statut officiel à l’anglais comme langue d’enseignement. »
De concert avec Matthias Rioux, président de l'Alliance des professeurs de Montréal (APM), Angers décida en 1971 de laisser tomber le FQF pour fonder une organisation officiellement indépendante de la SSJBM. Ne se limitant pas (comme le faisait le FQF) aux groupes nationalistes (SSJBM et Mouvement national des Québécoises et des Québécois) et de professeurs (APM et Association québécoise des professeurs de français), le Mouvement Québec français réunit aussi dès le début nombre de centrales syndicales (Confédération des syndicats nationaux, Fédération des travailleurs et travailleuses du Québec, Corporation des enseignants du Québec et Union des producteurs agricoles). Élisant Angers comme président, le MQF eut également plusieurs porte-parole à sa fondation, notamment Albert Allain, Jacques-Yvan Morin et Fernand Daoust.
L'on ne saurait minimiser le rôle fondamental de François-Albert Angers dans le développement du MQF. Cumulant à la fois la présidence du MQF, de la SSJBM et de la Ligue d'Action nationale, Angers apparaît alors comme l'une des principales têtes d'affiche du nationalisme québécois en dehors des partis politiques, ce qui confère au MQF une audience certaine. Aussi à l'époque la SSJBM et le MNQ sont-ils, de tous les organismes membres du MQF, les plus gros joueurs, autant en termes de contribution financière que d'assiduité de leurs représentants dans leur participation aux rencontres.
Le 18 janvier 1972, des représentants du MQF rencontrent Robert Bourassa et lui remettent deux propositions de projets de loi faisant du français la langue officielle et commune du Québec. Le gouvernement Bourassa semble finalement ne pas retenir complètement ces propositions. Ainsi, lorsque surviennent les élections provinciales de 1973, le MQF publie un manifeste intitulé Je vote pour le Québec français. Prenant position en faveur d'une francisation à grande échelle de la société québécoise, le MQF appuie alors également la souveraineté du Québec. Aussi le document publié est-il l'occasion pour le MQF de passer en revue les programmes linguistiques de tous les partis politiques, donnant l'avantage au Parti québécois de René Lévesque.

C'est cependant le Parti libéral qui est réélu et qui dépose sa Loi sur la langue officielle (loi 22), qui proclame le français comme langue officielle du Québec, mais qui perpétue dans les faits une forme de bilinguisme institutionnel. Si le MQF ne réussit pas à empêcher le vote de la loi 22 en 1974, il se fera néanmoins connaître comme l'un des principaux opposants de la société civile à cette loi. Multipliant les entrevues télévisuelles et radiophoniques, les manifestations et le dépôt d'un mémoire en commission parlementaire, le MQF milite pour une loi à la fois bien plus courte et radicalement substantielle, comme le fera valoir Angers : 
« Dans un pays normal, l'article 1 à lui seul aurait suffi. Dans tous les pays normaux du monde, on sait ce que parler veut dire; et ce que signifie pour une langue d'être la langue officielle du pays. On n'a qu'à s'en remettre aux tribunaux pour interpréter ensuite toute situation où un citoyen se verrait lésé dans ses droits linguistiques […] La nécessité de ces articles de loi au Québec souligne la présence perpétuée du problème créé par les artisans de la Conquête et de leurs descendants devenus inconscients ou ignorants des constitutions et des lois du pays dans lequel ils vivent. »
Après l'entrée en vigueur de la loi 22, le MQF continuera la lutte en vue de l'abrogation de cette loi et de son remplacement par une autre faisant réellement du français la langue commune du Québec. Après l'élection du gouvernement Lévesque en 1976, François-Albert Angers, le MQF et les organisations qui en sont membres prendront fait et cause (à travers, une fois de plus, des manifestes, des entrevues, des textes d'opinion, des mémoires et des manifestations) pour la Charte de la langue française (loi 101) proposée par le ministre Camille Laurin. Angers voit dans la loi 101 un aboutissement de deux siècles de lutte pour la survie culturelle du Canada français et rien de moins que « le plus grand moment de notre histoire depuis la fondation de Québec ». En conséquence, il écrit aussi :
« Le MQF peut dire qu'il a mené à bonne fin son premier objectif d'obtenir la proclamation d'un Québec où la seule langue officielle de travail est le français; et où l'enseignement en anglais n'existera que pour les véritables anglophones. Le MQF se réunira prochainement pour définir les nouvelles tâches à assumer, s'il y a lieu, dans la situation créée par le vote d'une loi qui consacre l'essentiel de nos aspirations, celles du peuple québécois. »
À partir de l'entrée en vigueur de la loi 101, le MQF n'interviendra que de manière occasionnelle dans le débat public à travers la personne de François-Albert Angers, qui prendra notamment position en faveur de la souveraineté-association lors du référendum de 1980.

### L'ère Bouthillier
Guy Bouthillier, professeur de science politique à l'Université de Montréal, succède à François-Albert Angers à titre de président et porte-parole du MQF au milieu des années 1980. Entouré de représentants des organisations nationalistes et syndicales soutenant le mouvement depuis le début, Bouthillier annonce la réactivation du MQF le 29 mai 1986, soit près de 9 ans après la lutte menée en faveur de la loi 101. Cette dernière est alors attaquée devant les tribunaux. Visée par la Cour supérieure du Québec qui tranche en 1984 que l'affichage commercial unilingue français serait contraire à la liberté d'expression, la loi 101 est à nouveau ciblée le 15 décembre 1988 par la Cour suprême du Canada. En réaction, le MQF organise un rassemblement nationaliste de quinze mille personnes (plus trois mille autres personnes dans les rues voisines) au Centre Paul-Sauvé à Montréal le 18 décembre 1988, en collaboration avec la FTQ (qui assure le service d'ordre) et le Parti québécois, dont le chef Jacques Parizeau prend la parole durant l'événement.
Face à une telle démonstration de force, le gouvernement Bourassa décide de couper la poire en deux et de voter la loi 178, dans laquelle il use de la clause dérogatoire de la Charte canadienne des droits et libertés pour maintenir l'affichage unilingue français à l'extérieur des commerces, mais pas à l'intérieur. La restauration partielle du bilinguisme provoque la colère du MQF et entretient sa mobilisation, puisque déjà quelques jours avant le rassemblement du 18 décembre, Bouthillier déclarait que l'affichage bilingue correspondait à « une pluie acide qui va nous tomber sur la tête ». Cinq ans plus tard, lorsque Robert Bourassa ne renouvellera pas la clause dérogatoire, il fit voter la loi 86, qui restaurait le bilinguisme intégral dans l'affichage commercial extérieur. Bouthillier voit là un recul majeur pour le français en renforçant en pratique l'idée d'un Québec structurellement bilingue. Bouthillier présenta alors la loi 86 comme partie prenante de ce qu'il appelait la « machine infernale » voulant restaurer le bilinguisme au Québec, la dite « machine infernale » étant composée du gouvernement fédéral, d'Alliance Québec et de certains éléments du PLQ.

Le combat pour l'unilinguisme français dans l'affichage n'est pas le seul qui motive le MQF au début des années 1990. On le voit aussi, notamment, contester la Loi sur le patrimoine canadien, votée par le gouvernement progressiste-conservateur de Kim Campbell et implantée par le gouvernement libéral de Jean Chrétien. Bouthillier y voit une « négation de la spécificité du Québec », comme si « vu d'Ottawa, il n'y qu'une culture et qu'une identité : celles du Canada. » Surtout, le MQF s'engage à nouveau en faveur de l'indépendance du Québec. Le nouveau manifeste qu'il fait paraître en 1992 dans la revue L'Action nationale avance que l'indépendance du Québec et la rupture avec la constitution canadienne seraient absolument nécessaires à l'existence du Québec français pour lequel se bat le mouvement : 
« Ceux et celles qui accepteront le Canada de la société distincte accepteront du même coup que le Québec retourne dans les voies du bilinguisme. Mais ceux et celles qui veulent un Québec français, ceux qui tiennent à la loi 101, devront refuser la constitution qui se prépare actuellement, car Québec français et constitution canadienne seront, demain plus qu'aujourd'hui, totalement incompatibles. Pour notre part, nous du MQF, nous avons choisi. »
En avril 1994, Guy Bouthiller annonce d'ailleurs qu'il est candidat à l'investiture du Parti québécois dans la circonscription de Borduas, espérant l'emporter afin d'influencer de l'intérieur la position du Parti québécois en matière de politique linguistique. Il recevra à cette occasion l'appui de Camille Laurin, mais finira néanmoins en deuxième position avec 169 votes, devant la députée sortante Luce Dupuis qui récolta 152 votes, mais derrière Jean-Pierre Charbonneau avec 1350 appuis.
La victoire du NON au référendum du 30 octobre 1995 voit le Mouvement Québec français se recentrer sur sa mission première, mais l'organisation constata vite que le gouvernement péquiste de Lucien Bouchard n'entendait pas répondre à ses demandes et que la loi 86 était là pour rester. Continuant d'intervenir occasionnellement comme président ou porte-parole du MQF jusqu'à ce qu'il devienne président de la SSJB en 1997, Guy Bouthiller s'inquiète d'éventuelles concessions du gouvernement Bouchard à l'endroit de la minorité anglaise ou encore de la modification des résultats d'études démographiques montrant un déclin du français à Montréal.

### La renaissance du MQF depuis Beaulieu
Le MQF est un peu plus discret à partir de la fin des années 1990, avant qu'au milieu des années 2000 l'inquiétude pour l'état du français ne refasse surface. Le président de la Société Saint-Jean-Baptiste de Montréal, Mario Beaulieu, fonde le Mouvement Montréal français en 2006, inspirant la fondation de mouvements équivalents dans les Laurentides, dans Lanaudière, à Laval, en Montérégie, en Mauricie et en Gaspésie. Cette réorganisation débouche finalement, le 4 juin 2011, sur la renaissance du MQF sous la direction de Mario Beaulieu, qui demeure président de la SSJBM.
À la différence de ses précédentes moutures, le MQF version 2011 n'est plus simplement une coalition d'organisations syndicales et nationalistes : celles-ci se réunissent désormais au sein de l'organisation des Partenaires pour un Québec français, fondée en 2010 et présidée par le MQF. Aussi, ce dernier n'a cette fois pas été mis sur pied en réaction à une loi précise, mais en vue d'instaurer une surveillance durable et permanente de l'état du français au Québec et de militer de manière générale pour franciser les institutions publiques, à commencer par le réseau des CÉGEP. La renaissance du MQF se fait dans un climat marqué par le recul du français au Québec, exemplifié par l'invalidation par la Cour suprême, en 2009, de la [loi 104] qui interdisait les écoles dites passerelles, ou encore de la publication des statistiques du recensement de 2006 montrant que la part du français comme langue maternelle au Québec était passé en bas de 80% pour la première fois depuis les années 1930.
Sous la présidence de Mario Beaulieu, le MQF multiplie les prises de position concernant la langue, notamment contre l'enseignement intensif de l'anglais au primaire, mais aussi à propos de tout ce qui concerne l'identité québécoise et le nationalisme (dont la Charte des valeurs québécoises du gouvernement Marois, appuyée par le MQF). Faisant appel à des chercheurs indépendants ou à ceux de l'Institut de recherche en économie contemporaine (IREC), le MQF relaie aussi bon nombre d'études sur l'état du français. Mario Beaulieu est élu chef du Bloc québécois en juin 2014 puis député bloquiste de La Pointe-de-l'Île (mais sans toujours être chef du parti à ce moment-là) en octobre 2015. Son successeur à la tête du MQF, Christian Rivard, continue le travail en prenant systématiquement position pour rappeler que le français doit être la langue officielle et la langue commune du Québec et des Québécois. Il fera notamment entendre la voix du MQF en commission parlementaire à l'Assemblée nationale, en janvier 2016, pour défendre l'immigration francophone alors que le gouvernement Couillard dépose sa loi 77 sur l'immigration.
Le 21 novembre 2016, le MQF annonçait l'élection de l'avocat Maxime Laporte, déjà président de la SSJBM depuis 2014, à sa présidence. Laporte fit alors connaître sa volonté de s'impliquer davantage au sein des instances régionales du mouvement et de combattre l'anglicisation des services publics, en citant notamment l'ouverture d'une faculté de médecine de l'Université McGill en Outaouais. Cumulant donc, comme François-Albert Angers et Mario Beaulieu avant lui, la présidence du MQF et celle de la SSJBM, Maxime Laporte multiplie les offensives militantes pour défendre la langue française ainsi que le nationalisme québécois dans une plus large mesure, lançant notamment un appel, au printemps 2020, à appliquer la loi 101 au réseau scolaire collégial.
Le 28 août 2020, Laporte annonce son départ de la présidence de la SSJBM, tout en restant en poste à la tête du MQF en raison du dépôt attendu d'une réforme de la loi 101 par le gouvernement Legault. Aux yeux du Mouvement Québec français, « en soi, il s’agit là d’une grande victoire, – fruit d’une mobilisation sans relâche de l’opinion publique par la SSJB, le MQF et leurs alliés ces dernières années, sachant que la CAQ se refusait initialement à envisager quelque action de cette nature… »

## Mandat, objectifs et revendications
Le Mouvement Québec français définit son mandat en quatre points :
« Mobiliser les citoyens de toutes les régions du Québec afin de contrer l’anglicisation de notre territoire en favorisant une participation citoyenne engagée ;
Intervenir auprès des élus pour les sensibiliser à l’importance du renforcement de la Charte de la langue française dans le but de véritablement faire du français la seule langue officielle et commune du Québec ;
Augmenter l’attraction de la langue française par une promotion soutenue auprès de tous les milieux de la société québécoise ;

Faire du français la seule langue d’accueil et d’intégration des nouveaux arrivants. » 
Pour ce faire, le MQF a établi cinq objectifs, à savoir « la responsabilité de défendre et de promouvoir la différence culturelle et linguistique du Québec », jouer un rôle dans « l'accueil et la francisation des nouveaux arrivants », parler à la fois des progrès et des difficultés du français au Québec, faire du français la langue commune du Québec et enfin de faire du MQF un vaste effort de mobilisation citoyenne. Ce mandat et ces objectifs s'appuient aussi sur de nombreuses revendications très précises concernant la langue de l'éducation, des institutions publiques, du travail ou de l'intégration des nouveaux arrivants. Parmi ces revendications, on trouve notamment l'application de la loi 101 au réseau scolaire collégial ou encore plusieurs propositions visant à empêcher l'anglicisation du système de santé.

## Présidents
- François-Albert Angers (1972-1985)
- Guy Bouthillier (1986-1996)

- Mario Beaulieu (2011-2014)
- Christian Rivard (2014-2016)
- Maxime Laporte (2016-aujourd'hui)

## Organisations associées
Le Mouvement Québec français est également membre de regroupements encore plus larges visant à défendre la place de la langue française au Québec. Il coordonne notamment le mouvement des Partenaires pour un Québec français, qui comprend d'autres organisations nationalistes (MNQ, SSJBM et Fondation Lionel-Groulx) et diverses centrales syndicales (CSN, CSQ, Fédération autonome de l'enseignement et Syndicat de la fonction publique et parapublique du Québec).